# Sharlene Wells Hawkes
Sharlene Wells Hawkes (Asunción, 16 marzo 1964) è una modella paraguaiana naturalizzata statunitense.

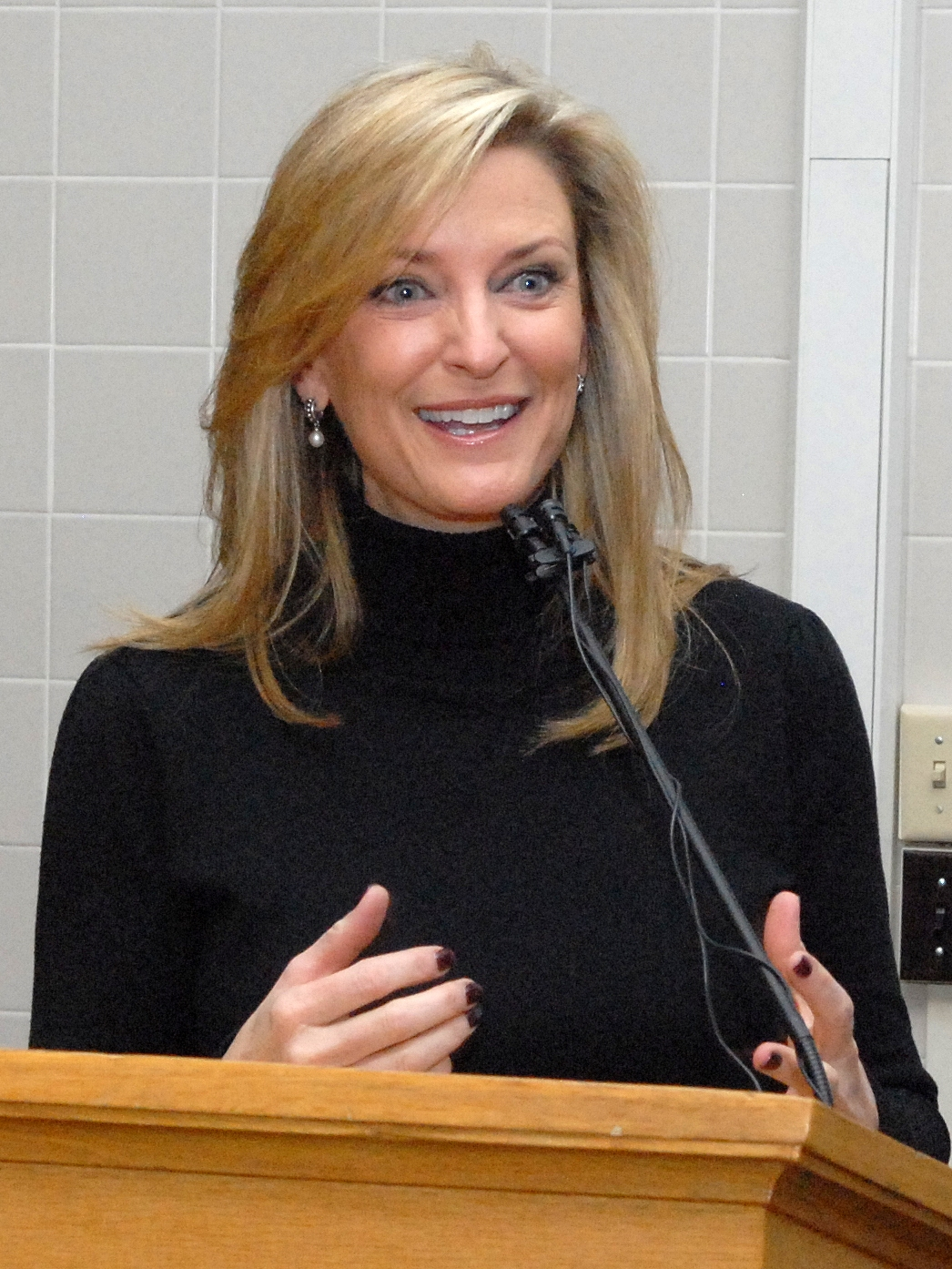

Nata ad Asunción nel Paraguay, Sharlene Wells ha trascorso la maggior parte della propria infanzia in America del Sud. Membro della Chiesa di Cristo, ha frequentato la Brigham Young University, dal quale si è laureata nel 1988.
A metà degli anni novanta pubblicò un album intitolato Songs of the Morning Stars. Sharlene Wells suona anche il pianoforte e l'arpa, è sposata ed ha quattro figli.